# Meall an t-Suidhe
Il Meall an t-Suidhe è un monte della Scozia alto 711 m s.l.m..

## Toponimo
Meall an t-Suidhe può essere tradotto dal gaelico come Collina della sedia o Collina del riposo.

## Caratteristiche

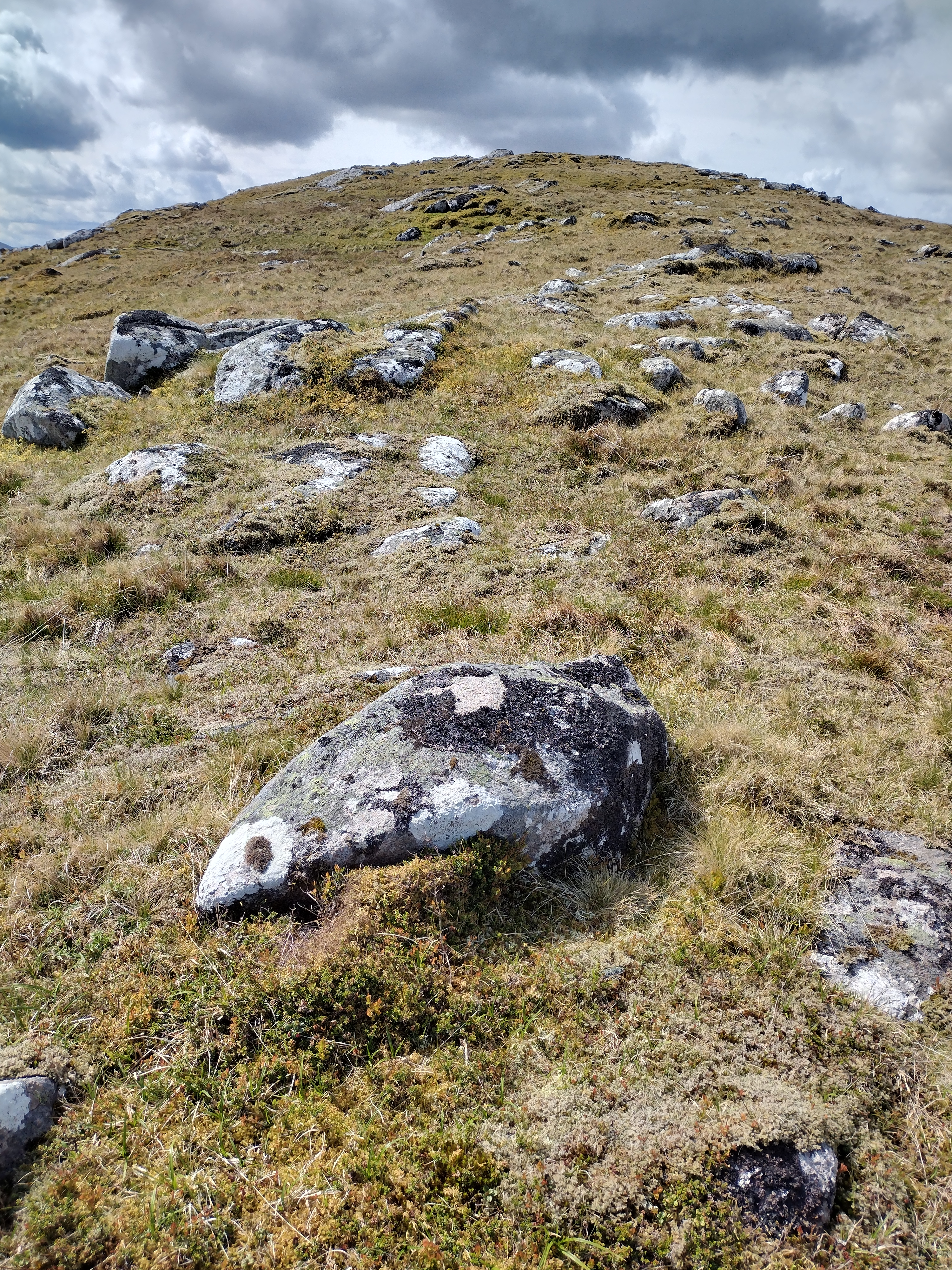
Crinale nord

Considerata in genere la spalla occidentale del sistema del Ben Nevis, la montagna è collocata sul versante ovest del Glen Nevis e domina la periferia nord di Fort William. Il Meall an t-Suidhe è separato dal resto del gruppo del Ben Nevis group da una ampia sella erbosa, occupata in buona parte da un lago denominato Lochan Meall an t-Suidhe. L'emissario dello specchio d'acqua è un corso d'acqua denominato Allt Coire an Lochain che scorre sul versante orientale del Meall an-t Shuide, e raggiunge poi l'Allt a' Mhuilinn, un corso d'acqua di dimensioni maggiori, poco prima che quest'ultimo confluisca nel Lochy. La cima del Meall an t-Suidhe è segnalata da un ometto in pietrame. In base alla propria prominenza topografica la montagna viene classificata come HuMP (Hundred metres prominence) o anche come sub-marilyn. La sua forma è stata paragonata a quella di una balena in riposo, ed è stato rilevato che l'erboso versante orientale del monte forma un piacevole contrasto cromatico con il blu intenso dell'omonimo lago.

## Geologia

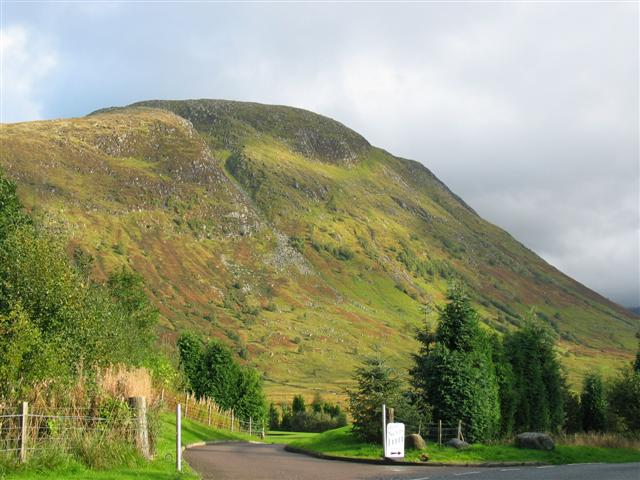
Vista da Auchitee road

L'area del Meall an t-Suidhe è attraversata da una linea che separa tra loro le due zone delle quali è costituito il massiccio granitico del Ben Nevis; la zona più interna è considerata geologicamente più giovane di quella esterna. La continuità dei graniti della zona esterna è spesso interrotta da dicchi porfirici.

## Accesso alla vetta

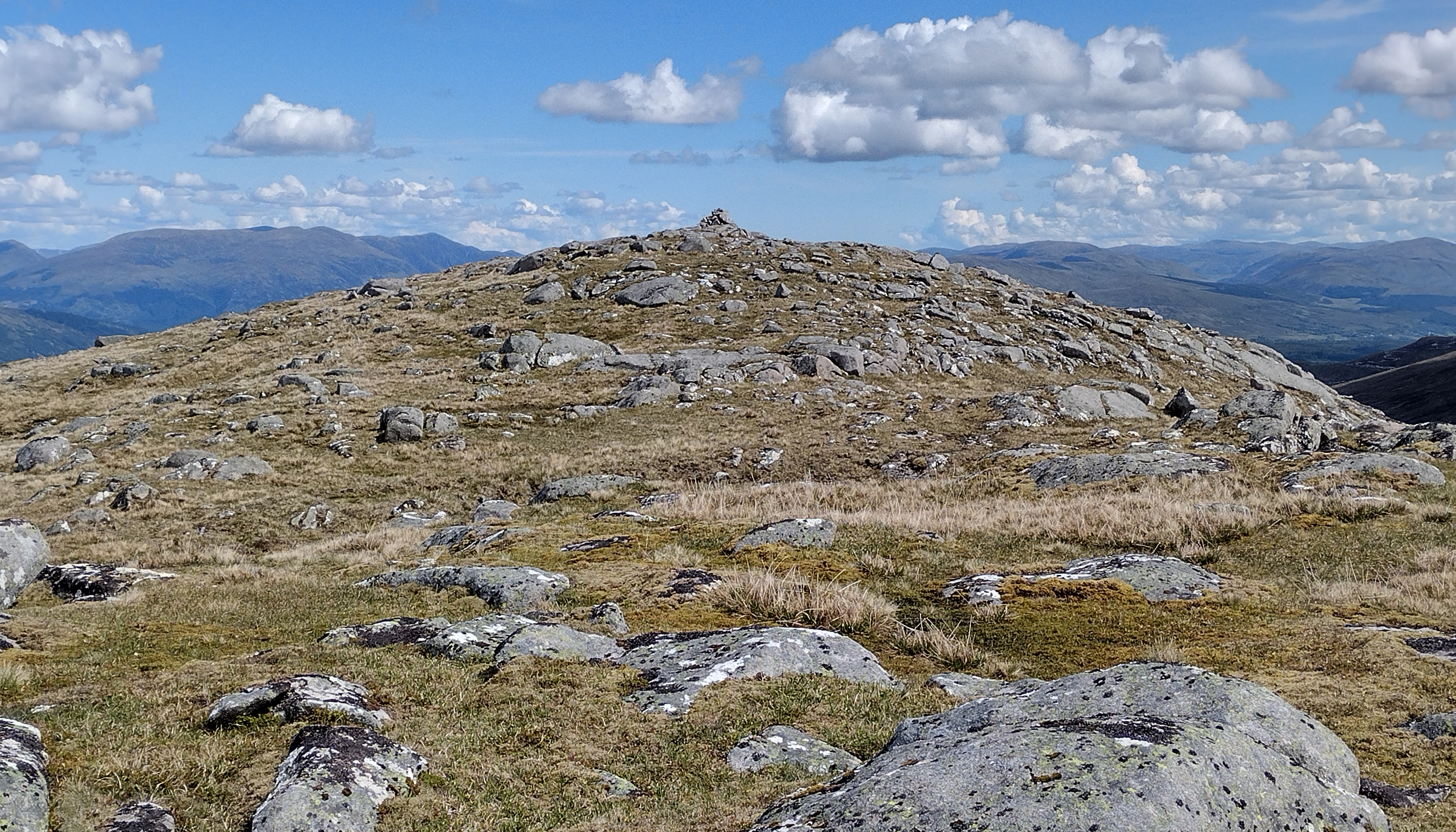
La cupola sommitale

Il monte si trova poco lontano dal pony trail, la più frequentata tra le vie di accesso al Ben Nevis. Alcune guide escursionistiche propongono la salita alla montagna come una alternativa più rapida e meno faticosa al Ben Nevis. Viene anche fatto notare che il Meall an t-Suidhe è un luogo tranquillo, e che spesso si trova libero dalle nubi che invece ammantano il suo più affollato e imponente vicino. Raggiungere la cima del  Meall an t-Suidhe partendo dal centro visitatori del Glen Nevis richiede circa sei ore di cammino andata e ritorno. L'escursione con il bel tempo non è difficile, ma per salire sulla cima è necessario percorrere alcuni tratti fuori sentiero.

## Tutela della natura e del paesaggio
La montagna appartiene alla Ben Nevis and Glen Coe National Scenic Area, una delle Aree panoramiche nazionali costituite in Scozia per tutelare  i migliori panorami ed assicurarne la protezione da sviluppi non appropriati.

## Panorama
- Wikimedia Commons contiene immagini o altri file su Meall an t-Suidhe

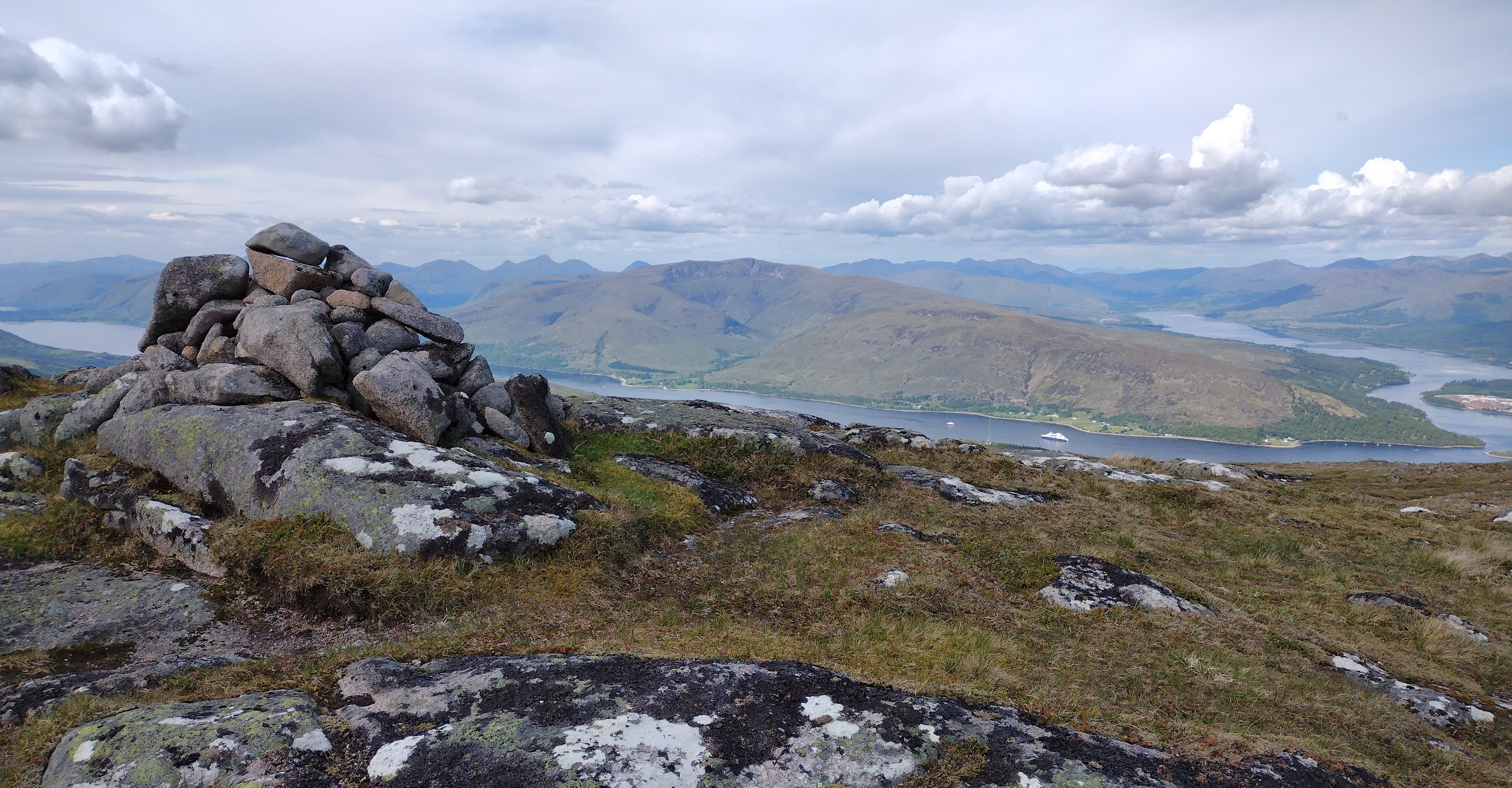
Vista verso ovest con il Loch Linnhe e il Loch Eil
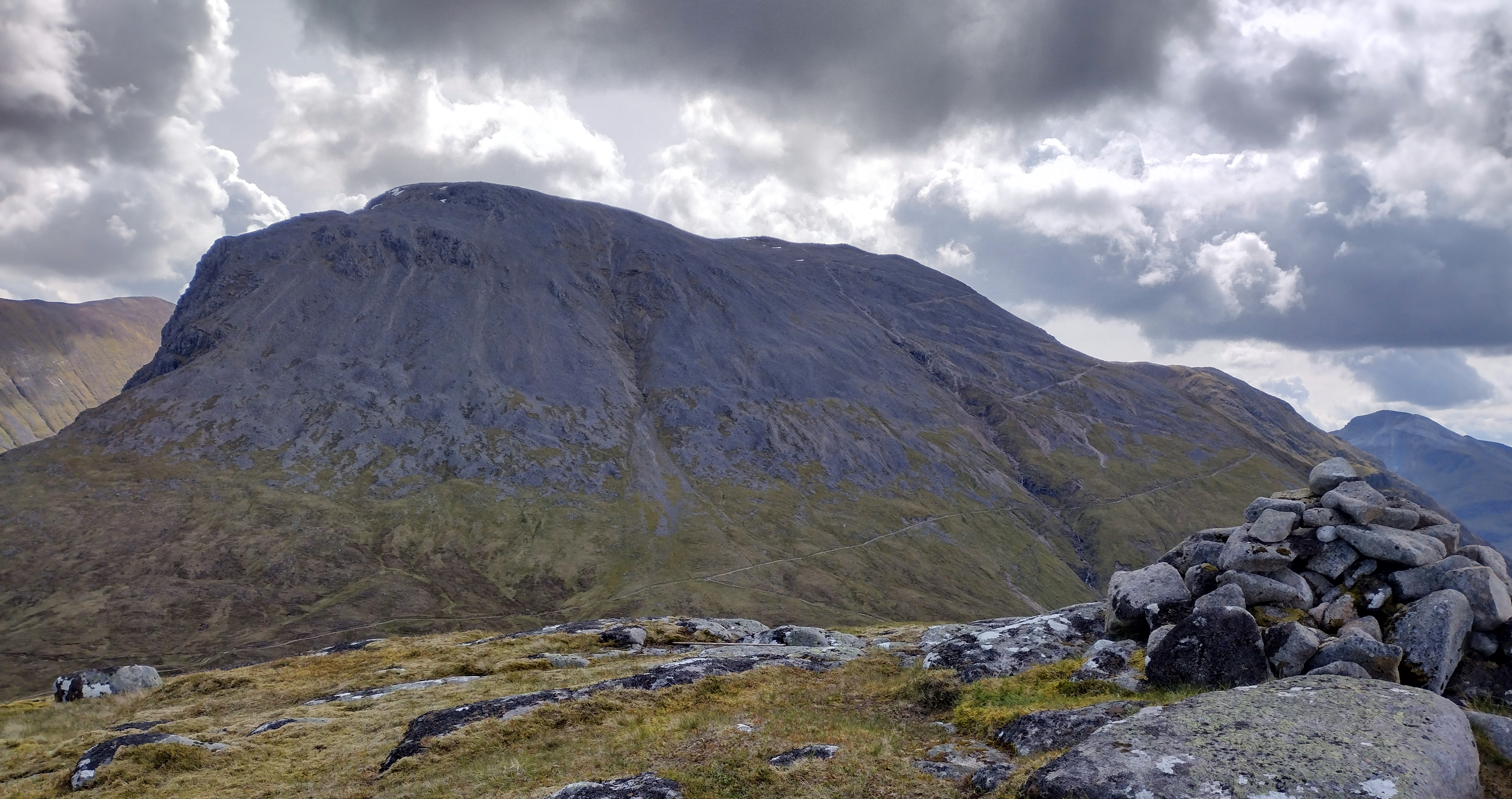
Panorama verso est, con il Ben Nevis
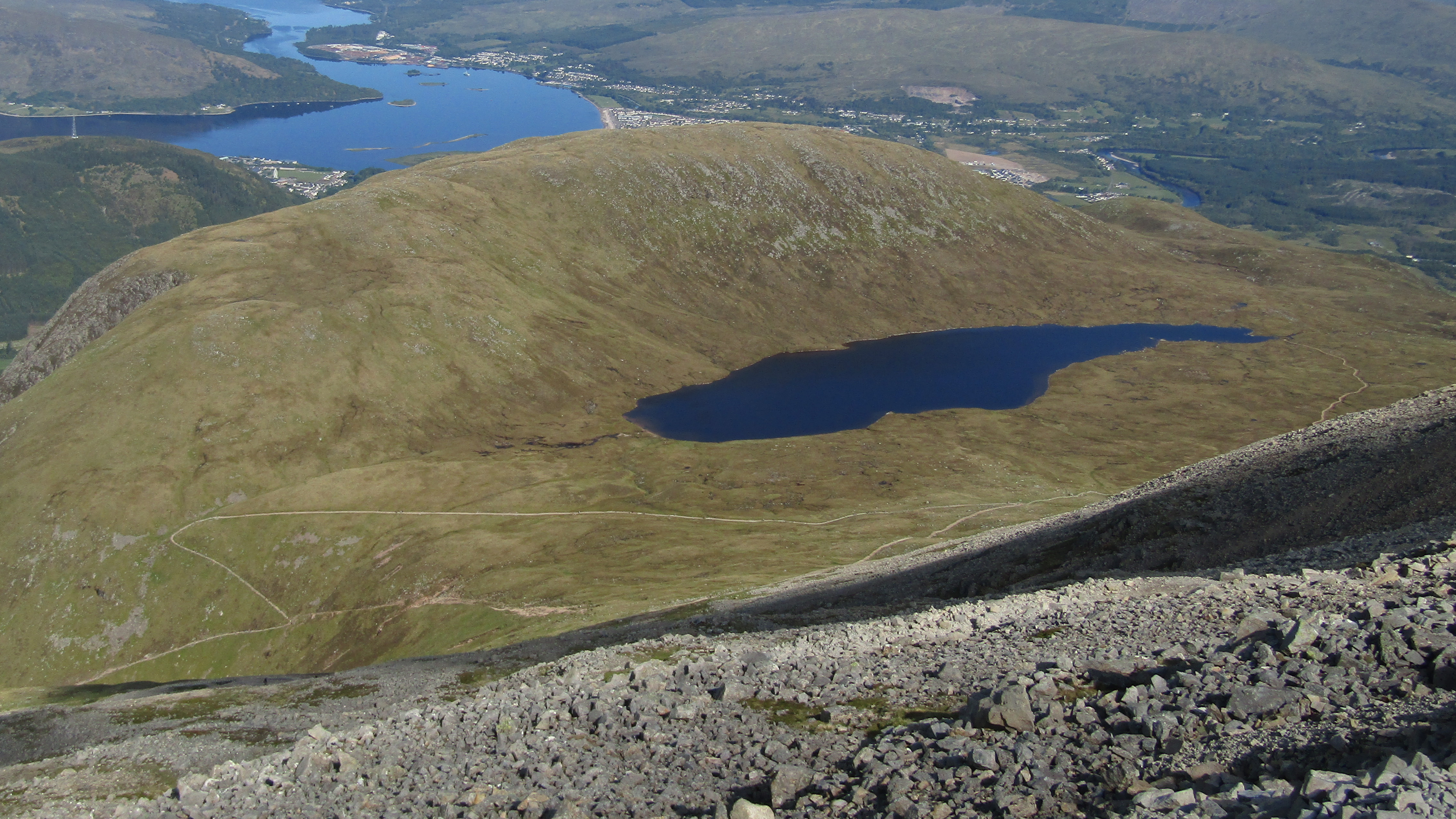
Il Meall an t-Suidhe e l'omonimo lago, visti dal sentiero che sale al Ben Nevis